# .lat
.lat是一個互聯網通用頂級域，為拉丁裔和拉丁美洲的社群和用戶而設立。
關於.lat域名完整的提案本應在2008年提交給ICANN，然而由於ICANN新通用頂級域的審批推遲，改於2011年中提交。 2015年開放注冊。